# Razgor pri Žabljeku
Razgor pri Žabljeku – wieś w Słowenii, w gminie Slovenska Bistrica. W 2018 roku liczyła 94 mieszkańców.